# Inhibiție latentă
Inhibiția latentă este un termen  tehnic în condiționarea clasică în care un stimul obișnuit necesită mai mult timp pentru a căpăta semnificație, decât un stimul nou. Termenul „inhibiție latentă” a fost creat de Lubow și Moore în anul 1973.
Majoritatea persoanelor pot ignora fluxul continuu de informații pe care-l primesc, însă această capacitate este mai puțin dezvoltată în cazul celor ce suferă de inhibiție latentă scăzută. Inhibiția latentă scăzută (care poate duce la hiper-activitate în primele decenii de viață) pare adesea a fi corelată cu comportamentul disruptiv.
Aceasta incapacitate de concentrare se poate manifesta prin tendința de a schimba subiectele fără avertisment sau alte acțiuni involuntare. Dar, nu putem spune că orice lipsă de concentrare este explicată de inhibiția latentă scăzută și nici că fiecare persoană ce suferă de această condiție are probleme de concentrare. Totuși, acest lucru ne spune că, pentru a putea asimila o cantitate mare de informație primită, este nevoie de o minte capabilă să rețină la fel de multe informații. Indivizii ce suferă de această condiție au tendința de a simți durerea și suferința altora, deoarece sunt persoane foarte sensibile.
Cei ce au un coeficient de inteligență peste nivelul mediu se crede că sunt capabili să proceseze acest flux de informații mai eficient, stimulându-și creativitatea și devenind mai perceptivi cu mediul înconjurător. Pe de altă parte, cei ce au un coeficient de inteligență sub nivel mediu, sunt mai puțin capabili să asimileze acei stimuli exteriori, fiind predispuși bolilor mentale si suprasolicitării senzoriale.
Se presupune că un nivel scăzut al inhibiției latente poate duce fie la episoade psihotice, fie la dobândirea unui nivel mai mare de creativitate, sau la ambele, ceea ce depinde de nivelul de inteligență al fiecăruia. Au fost observate similarități între comportamentul indivizilor ce suferă de autism și comportamentul celor ce suferă de inhibiție latentă. Când nu pot dezvolta idei creative, aceștia devin frustrați și\sau depresivi.
Nivelul ridicat al dopaminei neurotransmisibile (sau al substanțelor asociate ei) în zona central tangmentară a creierului a arătat o diminuare a înhibiției latente. Anumite disfuncționalități ale neurotransmițătorilor glutaminei, serotoninei și acetilcolinei au fost de asemenea implicate.
Inhibiția latentă scăzută nu este o afecțiune mentală, ci o însușire observată a personalității, și o descriere a modului în care un individ absoarbe și asimilează informațiile sau stimulii.De asemenea, nu duce mereu la dobândirea unor afecțiuni mentale sau a unor momente de creativitate-este mai degrabă, ca mulți alți factori, un rezultat al influențelor și predispozițiilor mediului înconjurător, fie ele de natură pozitive (educația), sau negative (abuzurile).